# Constantin Héger
Constantin Georges Romain Héger (Bruxelles, 1º luglio 1809 – Bruxelles, 6 maggio 1896) è stato un insegnante belga di epoca vittoriana, ricordato in particolare per la sua associazione con Emily Brontë e soprattutto con la sorella Charlotte, che furono sue allieve nel corso degli anni quaranta dell'Ottocento. Quest'ultima lo amava segretamente e questo sentimento fece da filo conduttore dei suoi ultimi due romanzi: Il professore e Villette..

## Biografia
Constantin Héger (nome completo: Romain Constantin Georges Héger), nato a Bruxelles, si trasferì a Parigi nel 1825 in cerca di lavoro. Per un periodo ha lavorato come segretario per un avvocato, ma a causa della carenza di fondi, non è stato in grado di mettersi in proprio e perseguire una carriera legale. Nel 1829, tornò a Bruxelles, dove divenne insegnante di francese e matematica presso l'Athénée Royal de Bruxelles, del quale divenne poi preside. Fu anche membro della Società di San Vincenzo de' Paoli.
Nel 1830, sposò la prima moglie, Marie-Josephine Noyer. Quando scoppiò la rivoluzione a Bruxelles, Héger combatté sulle barricate dal 23 al 27 settembre dalla parte dei nazionalisti. Nel settembre 1833, la moglie di Héger morì durante un'epidemia di colera. Suo figlio, Gustave, morì nel giugno del 1834, a nove mesi. 
Nominato docente di lingue, matematica, geografia e storia belga presso il college veterinario di Rue Terarken a Bruxelles, continuò a insegnare sempre all'Athénée Royal quando si trasferì in Rue des Douze Apôtres nel 1839. Héger conobbe Claire Zoë Parent (1804-1887), la direttrice del collegio delle ragazze vicine in Rue Isabelle, dove iniziò a insegnare. Si sposarono nel 1836 e ebbero sei figli.

### Le sorelle Bronte
Nel 1842 Emily e Charlotte Brontë si recarono a Bruxelles per iscriversi al collegio gestito da Héger e da sua moglie. Il loro obiettivo era migliorare le loro abilità nelle lingue. In cambio di vitto e insegnamento, Charlotte insegnò inglese ed Emily insegnò musica. Il loro tempo in collegio fu interrotto quando Elizabeth Branwell, la zia che si era unita alla famiglia dopo la morte della madre per prendersi cura dei bambini, morì nell'ottobre 1842. Charlotte tornò da sola a Bruxelles nel gennaio 1843 per insegnare nuovamente presso il collegio. Il suo secondo soggiorno non fu felice; sola, nostalgica di casa, si legò profondamente a Constantin Héger. Alla fine tornò al Parsonage di Haworth nel gennaio 1844 e in seguito usò il suo tempo in collegio come fonte d'ispirazione per alcuni suoi libri. 
I sentimenti di Charlotte Brontë verso il professore rimasero sconosciuti fino al 1913, quando le lettere della scrittrice a Héger vennero pubblicate. Paul Héger, figlio di Constantin, e le sue sorelle, donarono gli originali al British Museum. La corrispondenza venne pubblicata sul Times' e verrà in seguito anche ristampata da Thomas J. Wise, nel 1914, con il titolo di (EN) Brontë, The Love Letters of Charlotte Brontë to Constantin Heger, 1914..
Dopo la permanenza delle sorelle Brontë nel collegio, Héger divenne preside dell'Athénée Royal nel 1853, ma si dimise nel 1855 in opposizione ai metodi applicati dagli ispettori generali della scuola. Su sua richiesta, riprese l'insegnamento nella classe più giovane della scuola. Continuò anche a tenere lezioni nel collegio di sua moglie fino a quando si ritirò intorno al 1882. 
Constantin Héger morì nel 1896 e fu sepolto con la moglie e la figlia Marie, che scomparve anche lei nel 1886, nel cimitero municipale di Watermael-Boitsfort, ai margini della Forêt de Soignes. 

## Decorazioni
- ufficiale della categoria « Civili » dell'Ordine di Leopoldo.